# Panamerikanische Schach-Mannschaftsmeisterschaft
Die panamerikanische Mannschaftsmeisterschaft ist ein Schachturnier, das zum ersten Mal im Jahr 1971 in Tucuman und zuletzt 2013 in Campinas ausgetragen wurde.

## Sieger
|     |      |                | Mannschaften       | Mannschaften | Mannschaften |
| Nr. | Jahr | Stadt          | Platz 1            | Platz 2      | Platz 3      |
| --- | ---- | -------------- | ------------------ | ------------ | ------------ |
| 1   | 1971 | Tucuman        | Argentinien        | Kuba         | Brasilien    |
| 2   | 1985 | Villa Gesell   | Argentinien        | Brasilien    | Chile        |
| 3   | 1987 | Junín          | Kuba               | Chile        | Argentinien  |
| 4   | 1991 | Guarapuava     | Kuba               | Brasilien    | Kolumbien    |
| 5   | 1995 | Cascavel       | Kuba               | Argentinien  | Brasilien    |
| 6   | 2000 | Mérida         | Kuba               | Brasilien    | Uruguay      |
| 7   | 2003 | Rio de Janeiro | Kuba               | Brasilien    | Ecuador      |
| 8   | 2009 | Mendes         | Brasilien          | Kuba         | Venezuela    |
| 9   | 2013 | Campinas       | Vereinigte Staaten | Kuba         | Brasilien    |